# Fantasy Book
Fantasy Book fue una revista semiprofesional estadounidense de ciencia ficción que publicó ocho números entre 1947 y 1951. El editor fue William Crawford y fue publicada por una editorial de su propiedad, la Fantasy Publishing Company, Inc. Crawford tuvo problemas para distribuir la revista y su escaso presupuesto limitó la calidad del papel y el material gráfico que podía comprar, pero atrajo trabajos de algunos escritores reconocidos, como Isaac Asimov, Frederik Pohl, A. E. van Vogt, Robert Bloch y L. Ron Hubbard. El relato más conocido que apareció en la revista fue la primera venta de Cordwainer Smith, «Scanners Live in Vain», que posteriormente se incluyó en la primera antología del Salón de la Fama de la Ciencia Ficción, y que en la actualidad está considerada como una de las mejores obras de Smith. El ilustrador Jack Gaughan, más tarde un galardonado artista de ciencia ficción, hizo su primera venta profesional a Fantasy Book, para la portada que ilustra el relato de Smith.

## Historia editorial
| Números publicados | Números publicados | Números publicados | Números publicados | Números publicados | Números publicados | Números publicados | Números publicados | Números publicados | Números publicados | Números publicados | Números publicados | Números publicados |
| | Ene                | Feb                | Mar                | Abr                | May                | Jun                | Jul                | Ago                | Sep                | Oct                | Nov                | Dic                |
| --- | ------------------ | ------------------ | ------------------ | ------------------ | ------------------ | ------------------ | ------------------ | ------------------ | ------------------ | ------------------ | ------------------ | ------------------ |
| 1947 |                    |                    |                    |                    |                    |                    | 1/1                |                    |                    |                    |                    |                    |
| 1948 |                    | 1/2                |                    |                    |                    |                    | 1/3                |                    |                    |                    | 1/4                |                    |
| 1949 |                    |                    |                    |                    |                    |                    | 1/5                |                    |                    |                    |                    |                    |
| 1950 | 1/6                |                    |                    |                    |                    |                    |                    |                    |                    | 2/1                |                    |                    |
| 1951 | 2/2                |                    |                    |                    |                    |                    |                    |                    |                    |                    |                    |                    |
| Números de Fantasy Book publicados, con el formato volumen/número. Los meses de publicación se tomaron de bibliografías posteriores. |                    |                    |                    |                    |                    |                    |                    |                    |                    |                    |                    |                    |

En 1926 Hugo Gernsback había lanzado Amazing Stories, la primera revista dedicada íntegramente a la ciencia ficción y a mediados de la década de 1930 las revistas pulp del género estaban bien consolidadas. En 1933 William Crawford, un fan de la ciencia ficción de Pensilvania, creó Unusual Stories, una revista semiprofesional de ciencia ficción a la que siguió Marvel Tales en 1934. Ninguna de ellas duró mucho ni tuvo una gran distribución, aunque consiguió relatos de Clifford D. Simak, P. Schuyler Miller y John Wyndham, todos ellos escritores consagrados. Al finalizar la Segunda Guerra Mundial, Crawford, que en ese momento vivía en Los Ángeles, fundó la editorial Fantasy Publishing Company, Inc. y en 1947 lanzó Fantasy Book en formato bedsheet. El editor figuraba en la mancheta como «Garret Ford», un seudónimo de Crawford y su esposa, Margaret. Forrest J. Ackerman realizó algunos trabajos editoriales adicionales.
Cuando se publicó el primer número a mediados de 1947, el distribuidor de Crawford había quebrado, dejándole 1000 copias a su disposición. Intentó vender la tirada mediante suscripción y puso algunos ejemplares a la venta a través de distribuidores especializados. No siempre tuvo acceso a papel de alta calidad, por lo que decidió producir dos ediciones del segundo número: una en papel de calidad libro, con un precio de 35 centavos y otra en papel de baja calidad, con un precio de 25 centavos, destinado a la distribución en quioscos, cada una de las cuales contenía diferentes ilustraciones en la portada. Los números tercero y cuarto también se publicaron en dos versiones con cubiertas diferentes y la misma diferencia de precio. Con el tercer número, Crawford redujo el tamaño de la revista al formato digest, declarando: «El cambio de tamaño puede ser un inconveniente para algunos coleccionistas, pero se ha convertido en una cuestión de un pequeño Fantasy Book o ninguno en absoluto».
La carencia de un distribuidor de confianza continuó siendo un problema; Crawford comentó en el cuarto número que aún no había conseguido una distribución solvente a nivel nacional para la revista. El resto de los números se publicaron en formato digest, excepto el número 6, que se redujo a un formato small digest. El octavo y último número apareció en enero de 1951.

## Contenidos y recepción

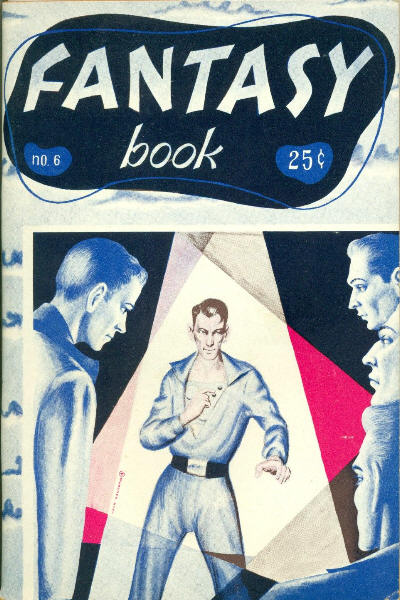
Portada del número 6 (1950) de la revista, obra de Jack Gaughan.